# Lelio Falconieri
Lelio Falconieri (Firenze, 1585 – Viterbo, 14 dicembre 1648) è stato un cardinale e arcivescovo cattolico italiano.

## Biografia
Nacque nel 1585, decimo dei tredici figli del banchiere fiorentino Paolo Falconieri e della sua seconda moglie, Maddalena degli Albizzi. Era fratello minore di Orazio Falconieri, banchiere e marchese della nobiltà romana.
Compì i propri studi all'Università di Perugia dove ottenne la laurea utroque iure, portandosi poi a Roma per divenire avvocato di curia. Papa Paolo V lo nominò protonotario apostolico e dal 1619 venne nominato governatore di San Severino. Referendario dei tribunali della signatura apostolica di grazia e giustizia, divenne governatore di Spoleto nel 1621 e quindi vice governatore di Benevento per breve tempo, prima di essere nominato governatore di Campagna e Marittima dal 5 ottobre 1622.
Il 4 dicembre 1634 venne eletto arcivescovo titolare di Tebe ed il 10 dicembre di quello stesso anno ottenne l'ordinazione episcopale nella basilica di San Giovanni dei Fiorentini a Roma per mano del cognato, Giulio Cesare Sacchetti, assistito da Nicola Sacchetti, vescovo di Volterra, e da Ludovico Serristori, vescovo di Cortona. Nunzio apostolico nelle Fiandre dal 1635 al 1637, fece ritorno a Roma a causa di una pesante malattia dalla quale fu colpito. Nel 1642 venne nominato segretario della Sacra Congregazione per i Vescovi ed i Regolari.
Durante il pontificato di papa Urbano VIII, venne nominato relatore della sacra consulta e commissario generale per l'Umbria e la Romagna; fu lo stesso pontefice ad elevarlo al rango di cardinale nel concistoro del 13 luglio 1643. Il 31 agosto di quello stesso anno ottenne il titolo di cardinale presbitero di Santa Maria del Popolo. Prese parte al conclave che nel 1644 elesse papa Innocenzo X. Legato pontificio a Bologna, si ammalò nuovamente a Firenze e decise quindi di rientrare a Roma.

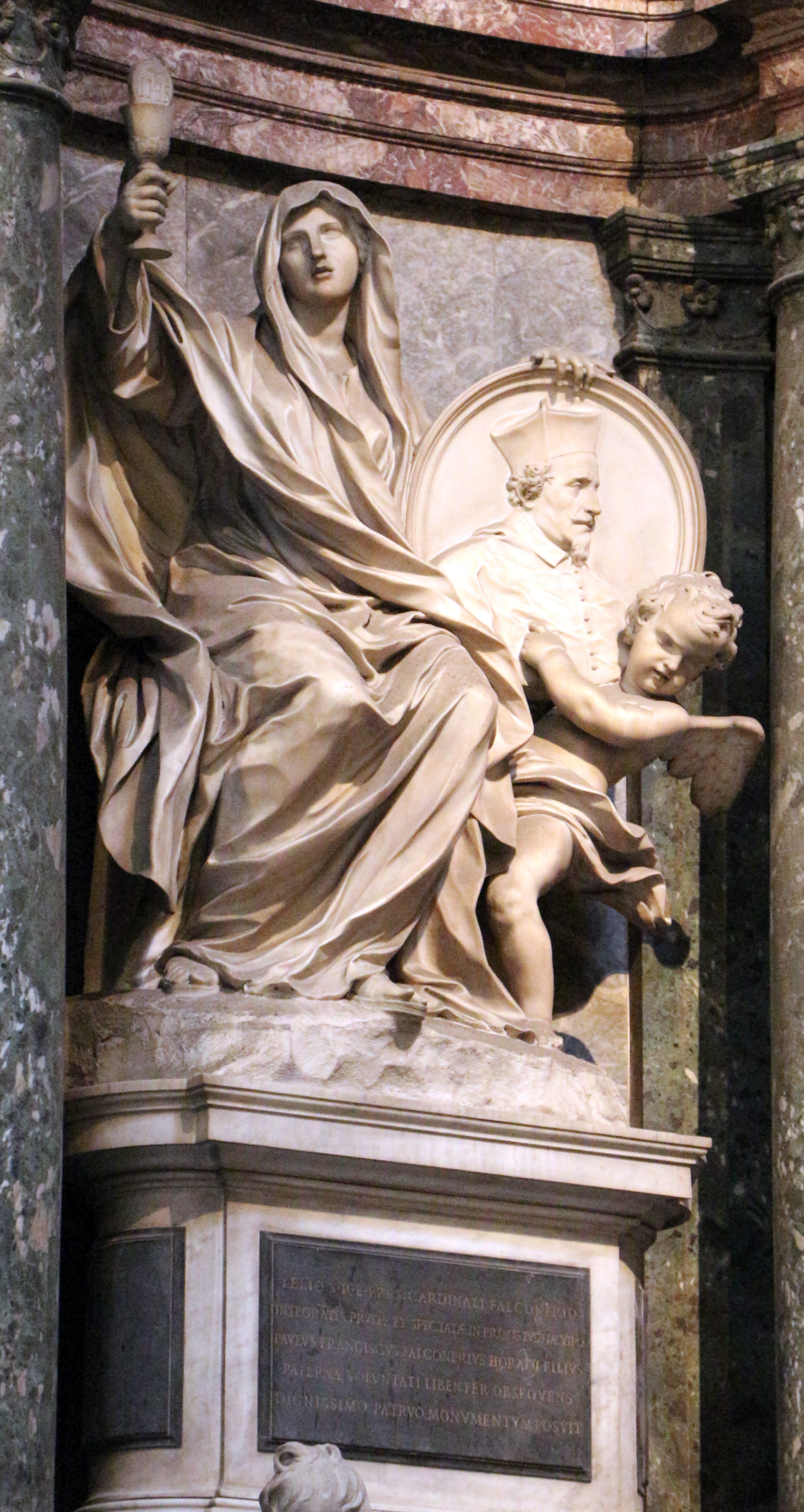
Monumento funebre del cardinale Falconieri, opera di Ercole Ferrata su disegno di Francesco Borromini, nella Basilica di San Giovanni Battista dei Fiorentini a Roma

Morì il 14 dicembre 1648 a Viterbo, mentre era in viaggio per portarsi a Roma. La sua salma venne quindi trasferita a Roma e sepolta nella cappella di famiglia presso la basilica di San Giovanni dei Fiorentini

## Genealogia episcopale
La genealogia episcopale è:
- Cardinale Tolomeo Gallio
- Vescovo Cesare Speciano
- Patriarca Andrés Pacheco
- Cardinale Agostino Spinola
- Cardinale Giulio Cesare Sacchetti
- Cardinale Lelio Falconieri